# 撒奇萊雅語
撒奇萊雅語（Sakizaya），亦稱奇萊語，為台灣撒奇萊雅族人所使用的語言，為台灣南島語言之一種，屬於南島語系，歸類為東台灣南島語族，與阿美語、以及噶瑪蘭語並列。 目前台灣原住民撒奇萊雅語認證考試只有一類語群「撒奇萊雅語」。

## 書寫系統
撒奇萊雅語的音系之音位大都使用適當的Unicode符號來標示。在台灣南島語的書寫系統的訂定上，元輔音之音系表原則上都是先「發音部位」(橫列)、後「發音方法」(縱列)、再考量「清濁音」，來訂定其音系之音位架構。

## 文法
在文法的分類上台灣南島語並不同於一般的分析語或其它综合语裡的動詞、名詞、形容詞、介詞和副詞等之基本詞類分類。比如台灣南島語裡普遍沒有副詞，而副詞的概念一般以動詞方式呈現、可稱之為「副動詞」，類之於俄语裡的副動詞。 撒奇萊雅文法分類是將基礎的文法之詞類、詞綴、字詞結構及分類法，對比分析語等之詞類分類法加以條析判別。

## 爭議
在SIL國際/民族語標準機構中，撒奇萊雅語曾被歸類於那荳蘭阿美語，但依據中華民國政府的立場，撒奇萊雅語與阿美語互相獨立，並非阿美語的方言體系之一。
在2019年1月的標準代碼更新中，SIL扭轉了原先的立場，並指派撒奇萊雅語一個新代碼szy。

## 外部連結
- 中央研究院南島語數位典藏
- 政大原住民族語言教育文化研究中心 （页面存档备份，存于）(含撒奇萊雅語語言能力認證題庫)
- 台灣南島語言的奧秘(影片) （页面存档备份，存于）
- 公共電視_知識的饗宴-第十九集 台灣南島語言的奧秘 （页面存档备份，存于）
- ABVD: Sakizaya, from: Li (2004)
- 撒奇萊雅語(奇萊語)--行政院原委會/族語教室
- 撒奇萊雅語/台大台灣南島語多媒體資料庫 （页面存档备份，存于）
- YouTube上的撒奇萊雅─沉默的族群
- 原民語e-learning(撒奇萊雅語1-9階)
- YouTube上的撒奇萊雅語新聞